# Strada statale 155 di Fiuggi
La strada regionale 155 di Fiuggi (SR 155), ex strada statale 155 di Fiuggi (SS 155), è una strada regionale italiana che collega i capoluoghi di Frosinone e Roma.

## Storia
La strada statale 155 venne istituita nel 1953 con il seguente percorso: "Innesto con la SS. n. 6 presso Frosinone - Fiuggi Fonte." Nel 1959 vi venne aggiunto un ulteriore tronco così definito: "Fiuggi Fonte - Acuto - Palestrina - Innesto con la S.S. n. 6 presso San Cesareo."
In seguito al decreto legislativo n. 112 del 1998, dal 1º febbraio 2002 la gestione è passata alla Regione Lazio, che ha poi devoluto le competenze alla Provincia di Frosinone e alla Provincia di Roma per le tratte territorialmente competenti; dal 5 marzo 2007 la società Astral ha acquisito la titolarità di concessionario del tratto laziale.

## Percorso
Ha inizio a Frosinone, dalla ex strada statale 6 Via Casilina, e attraversa la zona settentrionale della provincia di Frosinone e quella meridionale della città metropolitana di Roma Capitale terminando a San Cesareo, a pochi chilometri dalla capitale. Poco fuori Frosinone incontra il bivio con la ex strada statale 214 Maria e Isola Casamari verso Sora e dopo alcuni chilometri tocca Alatri e, proseguendo verso nord-est, attraversa i territori comunali di Vico nel Lazio (dove incrocia la ex strada statale 411 Sublacense), Trivigliano, Torre Cajetani e arriva quindi a Fiuggi, nota località termale. Quindi prosegue toccando la località di Acuto e i territori comunali di Piglio, Serrone, Paliano, Genazzano e Olevano Romano; attraversa quindi Cave, Palestrina, il territorio comunale di Zagarolo e arriva quindi a San Cesareo, dove si innesta ancora sulla ex strada statale 6 Via Casilina.

## Strada statale 155 racc di Fiuggi
La ex strada statale 155 racc di Fiuggi (SS 155 racc), ora strada regionale 155 rac di Fiuggi (SR 155 rac), è una strada regionale italiana.
Nota anche come via Anticolana, funge da collegamento tra l'A1 Milano-Napoli e la ex strada statale 155 di Fiuggi. Ha inizio nel territorio comunale di Anagni, dallo svincolo Anagni-Fiuggi Terme e, intersecata la ex strada statale 6 Via Casilina, non attraversa abitati principali. Il tracciato è scorrevole e, dopo quello di Anagni, tocca solamente il territorio comunale di Acuto; arriva infine a sud di Fiuggi, in località Ponte Fiuggi, dove si innesta sulla ex strada statale 155 di Fiuggi.
In seguito al decreto legislativo n. 112 del 1998, dal 1º febbraio 2002 la gestione è passata alla Regione Lazio, che poi devoluto le competenze alla Provincia di Frosinone; dal 5 marzo 2007 la società Astral ha acquisito la titolarità di concessionario del tratto laziale.

### Tabella percorso
| SS155 Racc Raccordo di Fiuggi |                                                  |
| Tipo                          | Indicazione                                      |
|                               | del Sole Casello "Anagni - Fiuggi Terme"         |
|                               | Via Casilina                                     |
|                               | Anagni Colleferro Paliano                        |
|                               | San Filippo Paliano                              |
|                               | Paliano                                          |
|                               | Piglio Serrone Roiate Trevi nel Lazio            |
|                               | Acuto - Via Francigena                           |
|                               | Monte Porciano (672 m)                           |
|                               | Autocarrozeria Fiuggi                            |
|                               | Cese - Fiuggi Terme                              |
|                               | Fiuggi - Fumone                                  |
|                               | Golf Club Fiuggi 1928                            |
|                               | Roma - Frosinone Fiuggi - Altipiani di Arcinazzo |